# Portobuffolé
Portobuffolé es una localidad y comune italiana de la provincia de Treviso, región de Véneto, con 835 habitantes.

## Evolución demográfica
| Gráfica de evolución demográfica de Portobuffolé entre 1861 y 2001 |
|                                                                    |
| Fuente ISTAT - elaboración gráfica de Wikipedia                    |